# ベイビー・ボーイ

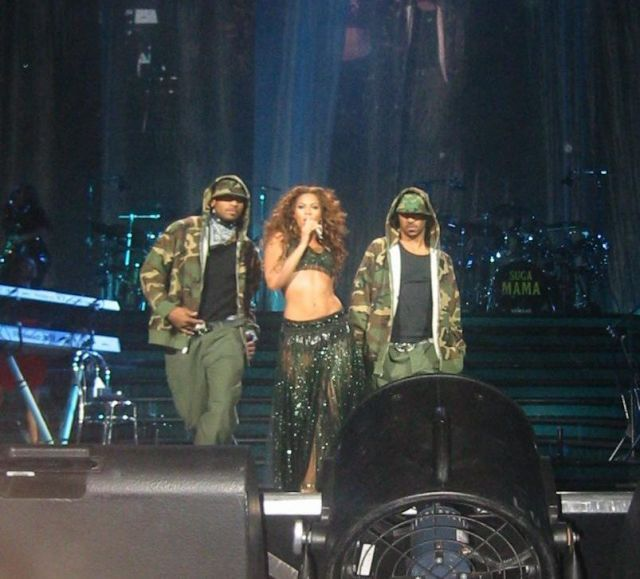
2人のダンサーに挟まれて『ベイビー・ボーイ』を歌うノウルズ

「ベイビー・ボーイ (Baby Boy)」は、アメリカ合衆国の歌手、ビヨンセのソロ・デビュー・アルバム『デンジャラスリィ・イン・ラヴ』から2作目のリカット・シングル。ジャマイカの歌手ショーン・ポールによるレゲエ・トースティングを採用したこの楽曲のジャンルは、R&B、レゲエに該当する。プロデューサーは、ビヨンセ自身とスコット・ストーチ (en:Scott Storch) が行い、作曲作詞には彼女とストーチのほかに、ロバート・ウォラー、ジェイ・Z、ショーン・ポールが携わった。
2003年10月14日にシングル・カットされると、多数の国のトップ・チャートを席巻し、アメリカのBillboard Hot 100では自身最長の9週連続首位を記録、オーストラリアとの2か国でプラチナを獲得するなど、大ヒットを収めた。批評家と音楽業界関係者の間でも高く評価され、コンサートのセットリストのメイン曲になっている。また、米国作曲家作詞家出版者協会から、2005年のASCAPポップ・ミュージック・アワードで、最も演奏された曲の一つとして表彰された。
2005年に、アメリカのシンガーソングライターであるジェニファー・アーマーが、ビヨンセがアーマーの「Got a Little Bit of Love for You」からサビ、歌詞の一部を無断で使用したとして著作権侵害 だと訴えたが、結果ビヨンセの勝訴で終わった。

## 背景・作詞
ビヨンセは、カナダ人プロデューサーのスコット・ストーチと、自身のソロデビューアルバム『デンジャラスリィ・イン・ラヴ』を制作するため、フロリダ州マイアミへ向かう。
アメリカ人ソングライターのロバート・ウォラーと、当時ビヨンセのボーイフレンドであったラッパージェイ・Zの協力の下、ノウルズとストーチは「ベイビー・ボーイ」を制作した。
曲はほぼ仕上がったが、ビヨンセはジャマイカのダンスホールレゲエ歌手ショーン・ポールがヴォーカルに加わったなら、より「完璧」な曲になるのではないかと考え、
ショーン・ポールに共演を誘いかけた。ショーン・ポールはこの誘いを承諾し、この曲の制作に参加するためにジャマイカから飛行機で来た。ショーン・ポールがトースティングパートで参加し、2003年3月にアルバム制作の最終段階で「ベイビー・ボーイ」が完成した。

## メロディ・テーマ
ミドルテンポのR&Bで、モデラートのグルーヴで演奏される。キーはCマイナー（ハ短調）、96拍 (96 BPM(Beats Per Minute))の曲で、R&Bとダンスホールレゲエとが融合した曲となっている。ストーチのインドや中東の音楽に関する知識がこの曲に東洋的な雰囲気を与えており、また、FOXニュースによると、「ベイビー・ボーイ」は1995年にジャマイカの歌手アイニ・カモーゼ (en:Ini Kamoze) がリリースした「ヒア・カムズ・ザ・ホットステッパー (en:Here Comes the Hotstepper)」が基になっているとしている。
2002年にリリースされた「'03 ボニー&クライド（Jay-Z・フィーチャリング・ビヨンセ・ノウルズ）(en:'03 Bonnie & Clyde)」の続編とも言える曲で、歌詞は女性の幻想を詳細に描きだしている。これはアルバム全体に流れるテーマで、ビヨンセは自身の内面を表現したと考えられている。ショーン・ポールは「彼女は自身の幻想を俺に向かって話したり、イメージを表現してみたりして、精神世界をあちこちふらふらしているんだ。そんなとき俺は「ああ、よくわかるよ」みたいに答えるんだ」と話した。
歌詞はトースティング、コーラス、ヴァースという構成になっており、トースティングをショーン・ポールが担当し、コーラス、ヴァースはすべてノウルズが歌っている。このパターンは2度繰り返され、その後コーラスとヴァースが、そして最後にトースティングとヴァースが協和音となって終了する。

## ミュージック・ビデオ
ミュージック・ビデオの監督は、「クレイジー・イン・ラヴ」の監督も行ったイギリス人ジェイク・ネヴァen:Jake Nava。撮影は2003年8月7日から8日までフロリダ州マイアミで行われた。
このPVは日本式とイギリス式という複数の様式の部屋をもつ住居で撮影され、ノウルズとショーン・ポールは別々に登場している。
PVは玉座の上に座っているショーン・ポールのトースティングから始まり、ノウルズが壁にもたれながら踊りだす。次のシーンでノウルズがベッドに飛び乗る。ショーン・ポールは複数の女性と床に寝そべる。ノウルズは海岸を歩き、一人の男性と出会って触りあったりおしゃべりしたりする。パーティーの場面に切り替わり、ノウルズは男性と踊る。床から水がわきあがり、ノウルズが『ダンスフロアが海になる』と歌う。元々の楽曲にはPVに合わせてアラブの楽器が挿入される。この場面でノウルズは砂の上で激しく踊る。
オンライン出版社 en:Slant MagazineのSal Cinquemaniは、このPVを"baby-oil-logged follow-up" と評し、『クレイジー・イン・ラヴ』のPVを"bootylicous video"と評した。
この楽曲のミュージック・ビデオは、2003年8月25日MTVの番組『トータル・リクエスト・ライブ』で初登場第10位を記録し、MTVのチャートで首位を獲得した。この楽曲は41週間チャートインし、その間 "Me, Myself & I" もチャートインした。

## ライブ
2003年、ビヨンセはMTV Video Music Awards(VMA)で、この曲と「クレイジー・イン・ラヴ」の2曲をメドレーで披露した。「ベイビー・ボーイ」を歌った際にはショーン・ポールはその場におらず、彼の録音された音声が使用されたが、続く「クレイジー・イン・ラヴ」ではジェイ・Zと共演した。同じ年に行われたMTVヨーロッパ・ミュージック・アワードではショーン・ポール本人とともに共演した。PopMattersのジェシカ・ホッジスは、2003年のMTV VMAと比較したうえで、「失望させる内容だ」と酷評した。

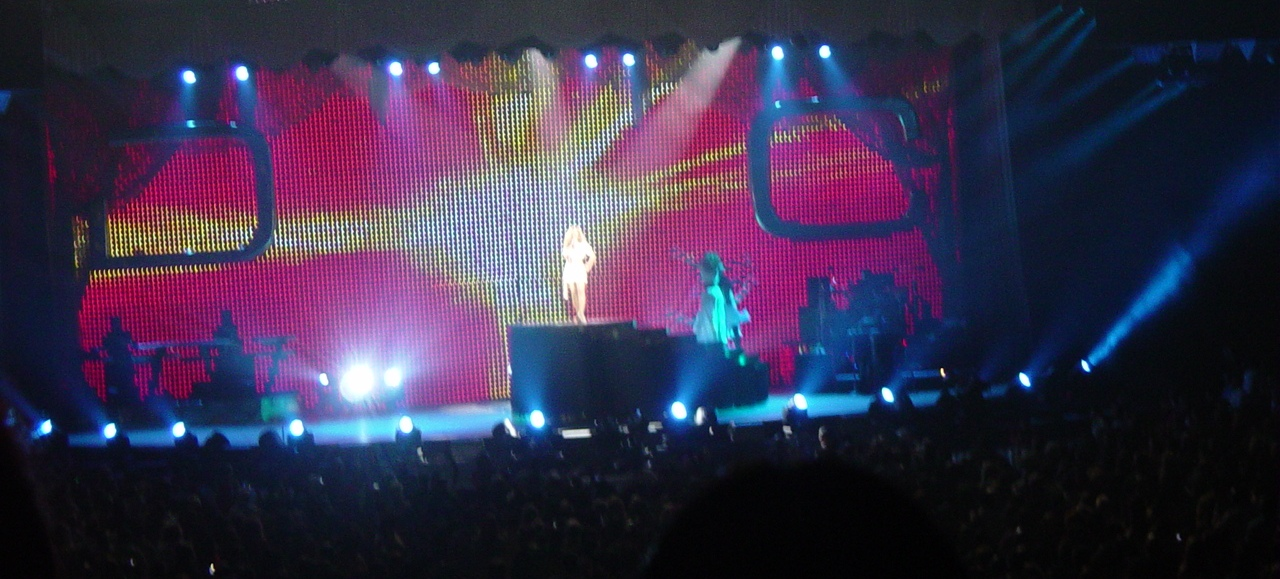
Destiny's Childの2005年解散ライブ:en:Destiny Fulfilled ... And Lovin' Itより

先述の通り、よくコンサート・ツアーでこの曲を演奏曲目に加えている。2003年末に始められたDangerously in Love World Tourではオープニング曲で、赤いゆったりとした椅子が置かれたアリーナの天井から吊られた状態で歌い、2003年のMTV VMAやロンドンの ウェンブリー・アリーナでのコンサートも同じだった。なお、ウェンブリー・アリーナでの様子は2004年4月27日にリリースされたライブDVD Live at Wembleyにも収録された。ノウルズはDestiny's Childの解散ツアーDestiny Fulfilled ... And Lovin' Itでもこの曲を披露し、Destiny's Child: Live in AtlantaライブDVDでもこの曲を披露した。2007年にThe Beyoncé Experienceワールドツアーが開催中、ノウルズはこの曲を"Murder She Wrote"というレゲエの曲と合わせて歌った。このシーンはロサンゼルスのステイプルズ・センターで公開され、2007年9月2日にはこの様子が収録されたThe Beyoncé Experience Live! DVDがリリースされた。
2005年、米国作曲家作詞家出版者協会の Pop Music Awardsは、「ベイビー・ボーイ」と "Me, Myself and I", "Naughty Girl"をこの年で最も演奏された楽曲とたたえた。

## 著作権侵害騒動
2005年、アメリカ合衆国のシンガー・ソングライタージェニファー・アーマーが、自身の曲のフックである "Got a Little Bit of Love for You"をノウルズが無断使用しており、著作権侵害にあたるとして彼女を訴えた。2003年、アーマーがかつて所属していたレコード会社のマネージャーが、ノウルズの所属するコロムビア・レコードやショーン・ポールの所属する アトランティック・レコードなどに彼女のデモ曲を送っていた。
連邦地方裁判所によると、専門家（ライス大学シェパード音楽学校作曲理論学科主任教授）は2つの曲の間に、著作権侵害を認定する要件となっている実質的類似性が認められるとした。問題のフックについて、この専門家は「（簡便な比較のために）ハ短調にした2つの曲を連続して交互に流せば、音楽的才能がない人でもこの2曲に著しい類似性を感じるだろう。私はあえて言わせてもらうが、これらの曲を聴いた多くの人が混同するかもしれない。そしてもう一度言わせてもらうが、これらの目的で曲を転調しても、曲の基本的な質や個性を変動させることはなく、音楽制作技術になじみの薄い人でも比較しやすくなる」とした。にもかかわらず、連邦地方裁判所の判事は、2つの曲に類似性は感じられないとして、裁判を棄却した。
控訴審において、第5巡回区連邦控訴裁判所は連邦地方裁判所の裁決を支持したが、ノウルズがアーマーのデモテープを受け取ったのは歌をいったん書き終わってからだというノウルズの主張を採用したからだった。しかしながら、控訴裁判所は実質的類似性の有無については言及しなかった。

## シングル形態
| CD 1. "Baby Boy" – 4:04 2. "Baby Boy" (Junior Vasquez Club Anthem remix) – 8:50 3. "Krazy In Luv" (Adam 12 So Crazy remix) – 4:30 マキシCD 1. "Baby Boy" (Album version) – 4:04 2. "Baby Boy" (Maurice's Nu Soul mix) – 6:14 3. "Baby Boy" (Junior's Papadella) – 3:58 4. "Krazy In Luv" (Adam 12 So Crazy remix) – 4:30 | 12" 1. "Baby Boy" (Album version) – 4:04 2. "Baby Boy" (Junior Vasquez Club Anthem remix) – 8:50 3. "Baby Boy" (Maurice's Nu Soul mix) – 6:14 4. "Baby Boy" (Maurice's Nu Dub Baby!) – 6:30 |

## チャート動向
『ベイビー・ボーイ』は、アメリカ合衆国でのシングルカット前に商業的成功を成し遂げた。Billboard 200 にあった『デンジャラスリィ・イン・ラヴ』がプラチナを獲得するきっかけを作った。Billboard Hot 100で初登場が57位を記録した際、「クレイジー・イン・ラブ」はまだ首位にあった。この曲はアメリカ合衆国のエアプレイランキングを独占し、Hot 100で首位をとった。初登場から9週間首位にあった。
これは「クレイジー・イン・ラブ」よりも1週間長く、『ビー・デイ』から2006年にシングルカットされた「イレプレイスブル」に破られるまでは、ノウルズ史上最長首位獲得曲だった。また、ラジオでよく流されたため2006年末から2007年初頭にかけて10週間も首位にあった。このシングルはHot 100に29週間もチャートインし、2006年6月6日、RIAAからプラチナ認定された。
この楽曲はビルボード・ クロスオーバーや、Top 40 Tracks, Rhythmic Top 40、Top 40 Mainstream, Hot 100 Airplay, Dance Radio Airplay, Hot Dance Music/Club Playといった主要ラジオ局チャートでも成功を収めた。
海外でもこの楽曲は成功し多くのナショナルチャートにてトップテン圏内に入った。
イギリスのナショナルチャートでは初登場2位を記録し、そのチャートで初登場最高位をかざり、海外におけるこの楽曲のランクインの中で最も高かった。この楽曲はチャートには11週間とどまったが、ブラック・アイド・ピーズの『Where Is The Love?』が首位にあったため、首位獲得はならなかった。
オーストラリアでこの楽曲は最高3位を記録し、ニュージーランドでは2位を記録した。オーストラリアレコード産業協会から70,000 枚売ったということでプラチナ認定された。
| チャート (2003/2004)          | 最高位 |
| ----------------------------- | ------ |
| Australian ARIA Singles Chart | 3      |
| Austrian Singles Chart        | 18     |
| Ultratop 50                   | 11     |
| Danish Singles Chart          | 6      |
| Dutch Top 40                  | 8      |
| Euro Top 100                  | 5      |
| SNEPシングルチャート          | 8      |
| German Singles Chart          | 4      |
| Irish Singles Chart           | 6      |
| FIMIシングルチャート          | 12     |

| チャート(2003/2004)                | 最高位 |
| ---------------------------------- | ------ |
| RIANZシングルチャート              | 2      |
| Norwegian Singles Chart            | 10     |
| Romanian Singles Chart             | 49     |
| スウェディッシュ・シングルチャート | 5      |
| Swiss Singles Chart                | 5      |
| UKシングルチャート                 | 2      |
| Billboard Hot 100                  | 1      |
| Billboard Hot R&B/Hip-Hop Songs    | 1      |
| Billboard Hot Dance Airplay        | 1      |
| Billboard Pop 100                  | 1      |